# Habronema muscae
Habronema muscae är en rundmaskart. Habronema muscae ingår i släktet Habronema, och familjen Spiruridae. Arten är reproducerande i Sverige.